# Wereldkampioenschappen badminton 2017
De 23ste wereldkampioenschappen badminton werden in 2017 van 21 tot en met 27 augustus gehouden in de Schotse stad Glasgow. Dit badmintontoernooi werd georganiseerd door de Wereld Badminton Federatie (BWF).
Er wordt gestreden om vijf titels, te weten:
- Mannen enkelspel
- Vrouwen enkelspel
- Mannen dubbelspel
- Vrouwen dubbelspel
- Gemengd dubbelspel

## Het toernooi
In het mannen enkelspel werd de Deen Viktor Axelsen voor de eerste maal wereldkampioen. Hij versloeg Lin Dan in de finale en Chen Long in de halve finale. Hij maakte hierdoor een einde aan de Chinese dominantie in deze discipline. Het was al geleden van de wereldkampioenschappen in 2005 dat er nog eens iemand van buiten China het mannen enkelspel kon winnen. In het vrouwen enkelspel versloeg de Japanse Nozomi Okuhara de Indiase P.V. Sindhu in de finale. Ze bezorgde Japan een tweede wereldtitel, veertig jaar na de eerste wereldtitel in het vrouwen dubbelspel. In de kwartfinale was Nozomi Okuhara te sterk voor regerend Olympisch en wereldkampioen Carolina Marín. Chen Yufei die in 2016 wereldkampioen werd bij de junioren haalde aan bronzen medaille. In het mannen dubbelspel was de titel voor het Chinese paar Zhang Nan en Liu Cheng. Beide spelers wonnen in het verleden al medailles op de wereldkampioenschappen in het gemengd dubbelspel. Na de Olympische titel aan de zijde van Fu Haifeng was het voor Zhang Nan een tweede groot succes in het mannen dubbelspel. De vorige wereldkampioen Mohammad Ahsan haalde de finale met zijn nieuwe partner Rian Agung Saputro. Het vrouwen dubbelspel werd gewonnen door Chen Qingchen en Jia Yifan. Na hun wereldtitels bij de junioren in 2014 en 2015 wonnen ze hun eerste wereldkampioenschap bij de volwassenen. Op weg naar de finale versloegen ze de regerende olympische kampioenen Misaki Matsutomo en Ayaka Takahashi in de halve finale en Yuki Fukushima en Sayaka Hirota in de finale. Het gemengd dubbelspel werd gewonnen door de regerende olympische kampioenen Tontowi Ahmad en Liliyana Natsir. Na 2013 was het hun 2de wereldtitel als paar en al de vierde voor Liliyana Natsir. In de finale waren ze te sterk voor Zheng Siwei en Chen Qingchen, die daarmee haar tweede medaille won op dit toernooi.

## Belgische deelnemers
Voor België kwamen de volgende deelnemers in actie.
| Naam                            | Onderdeel         | Resultaat | Tegenstanders (uitslagen)                                                                                 |
| ------------------------------- | ----------------- | --------- | --- |
| Maxime Moreels                  | mannen enkelspel  | 1e ronde  | 1R: Ng Ka Long Angus (9-21, 12-21)                                                                        |
| Mattijs Dierickx Freek Golinski | mannen dubbelspel | 2e ronde  | 1R: Aatish Lubah / Georges Julien Paul (21-16, 10-21, 21-18) 2R: Huang Kaixiang / Wang Yilyu (9-21, 7-21) |

## Nederlandse deelnemers
Voor Nederland kwamen de volgende deelnemers in actie. 
| Naam                         | Onderdeel          | Resultaat | Tegenstanders (uitslagen)                                                                                      |
| ---------------------------- | ------------------ | --------- | --- |
| Nick Fransman                | mannen enkelspel   | 1e ronde  | 1R: Tanongsak Saensomboonsuk (22-20, 12-21, 6-21)                                                              |
| Mark Caljouw                 | mannen enkelspel   | 2e ronde  | 1R: Niluka Karunaratne (21-17, 21-6) 2R: Ajay Jayaram (13-21, 18-21)                                           |
| Jelle Maas Robin Tabeling    | mannen dubbelspel  | 1e ronde  | 1R: Or Chin Chung / Tang Chun Man (21-19, 18-21, 17-21)                                                        |
| Jacco Arends Ruben Jille     | mannen dubbelspel  | 1e ronde  | 1R: Martin Campbell / Patrick Machugh (13-21, 18-21)                                                           |
| Eefje Muskens Selena Piek    | vrouwen dubbelspel | 2e ronde  | 1R: Jakkampudi Meghana / Poorvisha S Ram (13-21, 21-16, 21-8) 2R: Yuki Fukushima / Sayaka Hirota (12-21, 4-11) |
| Jelle Maas Imke Van Der Aar  | gemengd dubbelspel | 1e ronde  | 1R: Ko-Chi Chang / Hsin Tien Chang (21-23, 25-23, 8-21)                                                        |
| Robin Tabeling Cheryl Seinen | gemengd dubbelspel | 1e ronde  | 1R: Ben Lane / Jessica Pugh (10-21, 21-16, 15-21)                                                              |
| Jacco Arends Selena Piek     | gemengd dubbelspel | 2e ronde  | 1R: Jordan Corvee / Anne Tran (21-12, 21-18) 2R: Zhang Nan / Li Yinhui (16-21, 21-19, 17-21)                   |

## Medailles
| Onderdeel          | Goud                          | Zilver                            | Brons                                   |
| ------------------ | ----------------------------- | --------------------------------- | --------------------------------------- |
| Mannen enkelspel   | Viktor Axelsen                | Lin Dan                           | Son Wan-ho                              |
| Mannen enkelspel   | Viktor Axelsen                | Lin Dan                           | Chen Long                               |
| Vrouwen enkelspel  | Nozomi Okuhara                | P. V. Sindhu                      | Chen Yufei                              |
| Vrouwen enkelspel  | Nozomi Okuhara                | P. V. Sindhu                      | Saina Nehwal                            |
| Mannen dubbelspel  | Liu Cheng Zhang Nan           | Mohammad Ahsan Rian Agung Saputro | Chai Biao Hong Wei                      |
| Mannen dubbelspel  | Liu Cheng Zhang Nan           | Mohammad Ahsan Rian Agung Saputro | Takeshi Kamura Keigo Sonda              |
| Vrouwen dubbelspel | Chen Qingchen Jia Yifan       | Yuki Fukushima Sayaka Hirota      | Misaki Matsutomo Ayaka Takahashi        |
| Vrouwen dubbelspel | Chen Qingchen Jia Yifan       | Yuki Fukushima Sayaka Hirota      | Christinna Pedersen Kamilla Rytter Juhl |
| Gemengd dubbelspel | Tontowi Ahmad Liliyana Natsir | Zheng Siwei Chen Qingchen         | Chris Adcock Gabrielle Adcock           |
| Gemengd dubbelspel | Tontowi Ahmad Liliyana Natsir | Zheng Siwei Chen Qingchen         | Lee Chun Hei Chau Hoi Wah               |

### Medailleklassement
| Plaats | Land       | Goud | Zilver | Brons | Totaal |
| 1      | China      | 2    | 2      | 3     | 7      |
| 2      | Japan      | 1    | 1      | 2     | 4      |
| 3      | Indonesië  | 1    | 1      | 0     | 2      |
| 4      | Denemarken | 1    | 0      | 1     | 2      |
| 5      | India      | 0    | 1      | 1     | 2      |
| 6      | Engeland   | 0    | 0      | 1     | 1      |
| 6      | Hongkong   | 0    | 0      | 1     | 1      |
| 6      | Zuid-Korea | 0    | 0      | 1     | 1      |
| Totaal | Totaal     | 5    | 5      | 10    | 20     |